# Potiskum
Potiskum este un oraș din statul Yobe, Nigeria, prin care trece autostrada A3.